# Medion

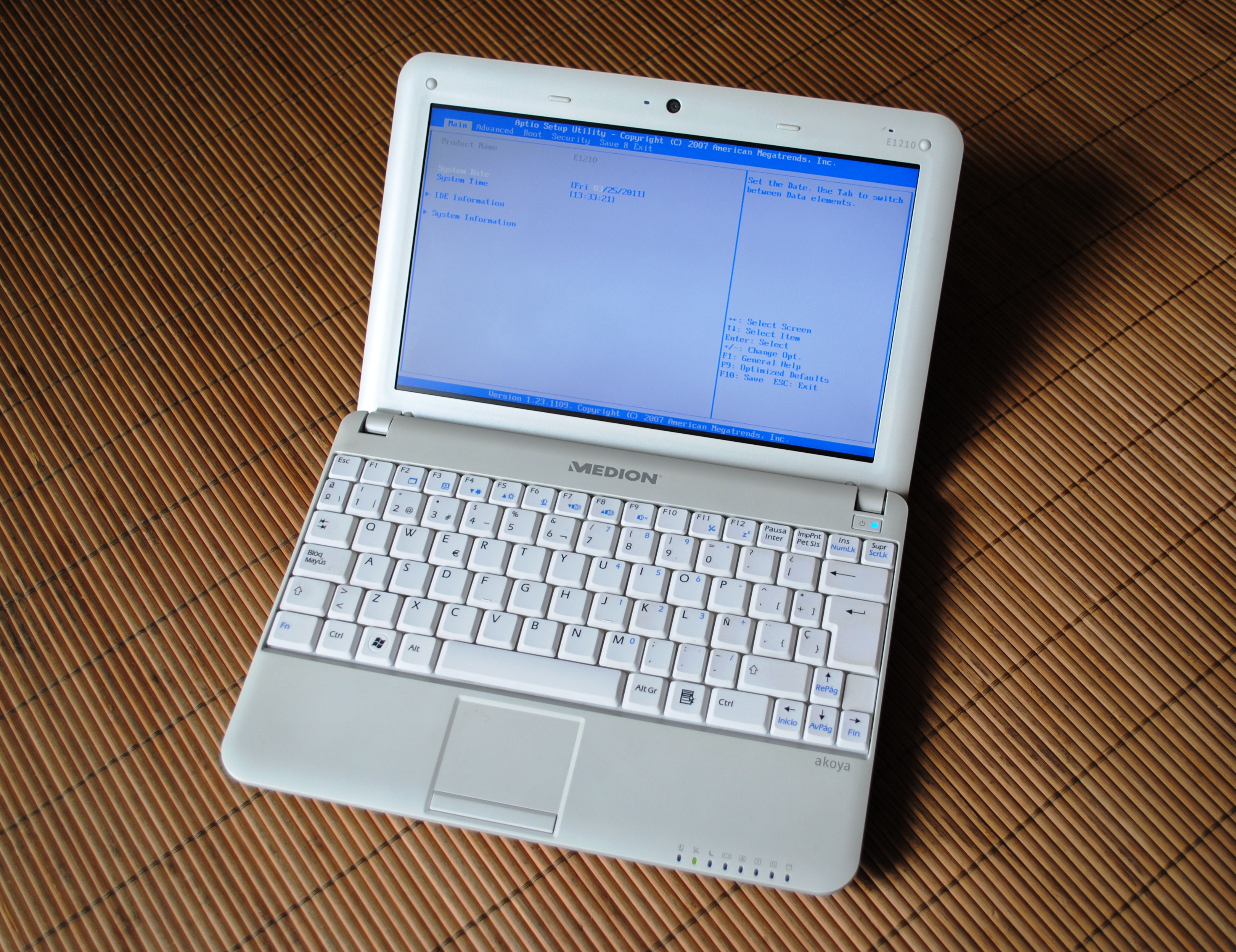
Medion Akoya E1210.

Medion is een Duits computerbedrijf. Het is opgericht in 1982. Het hoofdkantoor is gevestigd in Essen en heeft ook ondernemingen in de rest van Europa, Hongkong en Australië. Medion verkoopt zijn producten ook onder andere namen, zoals Adata, Cybercom, Cybermaxx, Life, Lifetec, Microstar, Micromaxx, Hama en Tevion. Deze Medionproducten zijn te herkennen aan het modelnummer, dat altijd begint met de lettercombinatie MD en/of LT. In 2011 werd Medion overgenomen door Lenovo.

## Overname door Lenovo
Medion ging op 2 oktober 1998 naar de beurs. De voorzitter van de raad van bestuur van Medion is Gerd Brachmann. Hij bezit 61,66% van de aandelen. De overige aandelen zijn in handen van de medebestuursleden Christian Eigen en Dr. Knut Wolf. In 2011 werd Medion overgenomen door Lenovo. Op 1 juni 2011 verkocht Brachmann 36,6% van de aandelen Medion aan Lenovo en in augustus bracht het Chinese bedrijf een openbaar bod uit op alle overige aandelen. Lenovo bood € 13 per aandeel Medion.

## Activiteiten
Medion is een producent van consumentenelektronica en computers. In 2011 realiseerde het een omzet van 1,4 miljard euro, waarvan 75% in Duitsland werd gerealiseerd. De rest van de verkopen vonden vooral in Europa plaats. In 2010 lag de omzet 200 miljoen euro hoger, maar prijsdruk en lagere volumes deden de omzet in 2011 met ruim 10% dalen. Bij het bedrijf werkten in 2011 iets meer dan 1000 werknemers. De winstmarges zijn laag, in de jaren 2007 tot en met 2010 is de nettowinst nooit boven de 20 miljoen euro uitgekomen, en in 2011 was de winst 14 miljoen euro.
Het bedrijf is bekend geworden als leverancier van Aldi. De laatste jaren groeit Medion; hun producten worden nu in meerdere winkels verkocht, zoals MediaMarkt.

### Systeemseries
Medion heeft enkele vaste systeemseries waarop verder wordt gebouwd:

#### Akoya, Erazer & The Touch
- Akoya: Medion verkoopt al vele jaren zijn computers. Vroeger werden ze verkocht als MD met daarachter het serienummer. Pas vanaf 2007 worden de Laptops en eveneens de pc's verkocht als Akoya. De eerste laptops van Medion (2006 - 2007) leken allemaal sprekend op elkaar, slechts in de hardware waren er verschillen. De Akoya's hebben een afwijkend uiterlijk en zijn bestemd voor thuisgebruik.
- Erazer: De Erazer is een iets duurdere en snellere computer van Medion (voorheen Medion HD). Ze worden rond de duizend euro verkocht. De Erazer is vooral voor Gamers en professioneel gebruik.
- Akoya: The Touch : Akoya The Touch zijn computersystemen met een multi-touchscreen. Er zijn slechts zo'n twee op de markt.

#### GoPal

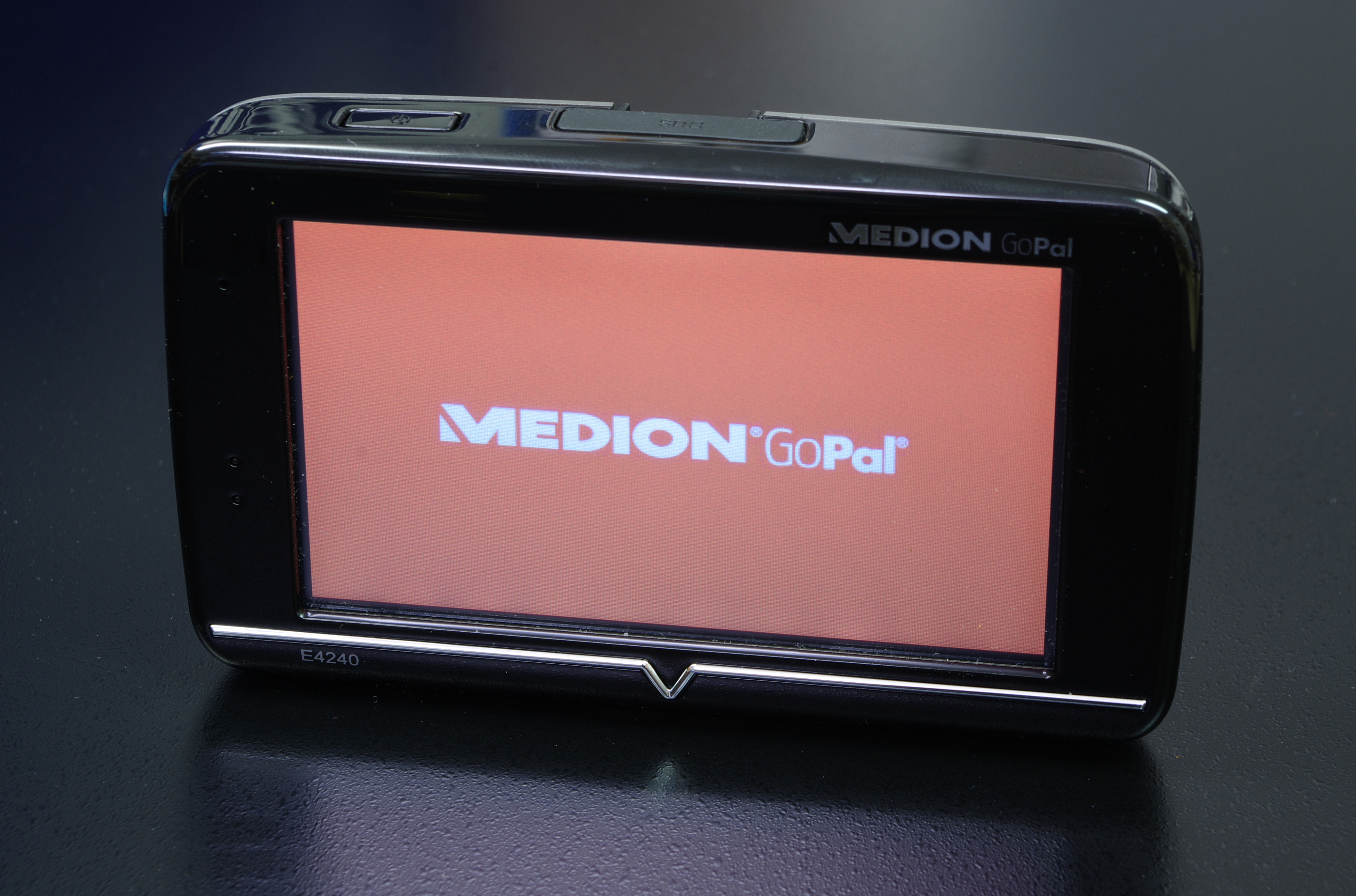
Navigatiesysteem IMGP7953 wp

De Medion GoPal is een serie GPS-Systemen uitgegeven door Medion. Ze worden bijna uitsluitend verkocht in Aldi en op de online website. Voor midden 2007 werden de GPS-Toestellen verkocht onder "Medion GPS". Vanaf 59 euro worden er ook systeemupdates verkocht.

#### Life
- Medion Lifetab: De Medion Lifetab bestaat uit tablet - Pc's. De allereerste Lifetab kwam uit in december 2011.
- Life TV: LifeTV zijn tv's van Medion, De naam "Life TV" bestaat pas sinds 2010. Daarvoor werden ze gewoon verkocht onder "Medion TV"
- Life Camera: Life Camera zijn Home Camera's en gewone fotocamera's van Medion. Ze zijn enkel te verkrijgen in standaard kleuren (zwart, wit of zilver)
- Lifephone: smartphone van Medion, draaiend op Android. Eerste versie verschenen in 2011. Pas vanaf de tweede versie in juli 2012 kreeg de smartphone een naam "Lifephone". Die kreeg op zijn beurt weer een opvolger in februari 2013 met de P4013. De Lifephone bevat geen Google Navigation, maar krijgt wel Medion GOPAL-OUTDOOR mee in het systeem.

#### Overige producten
Naast computersystemen, navigatieapparatuur en camera's vervaardigt het bedrijf ook randapparatuur, beeldschermen, audioapparatuur en huishoudelijke apparatuur.

## Medion als sponsor
Medion was sponsor van Team Coast, de wielerploeg van Jan Ullrich, en cosponsor van de Duitse voetbalclub FC Bayern München. In 2007 werd het bedrijf sponsor van het toenmalige Nederlandse Spyker F1 Team. Medion was tot 2018 sponsor van dit team dat na overname door Vijay Mallya in 2008 Force India heette. Na overname door Lawrence Stroll (vader van coureur Lance Stroll) in 2018 werd de naam veranderd in Racing Point UK Limited.